# Глибоке (Ужгородський район)
Глибо́ке — село в Ужгородському районі Закарпатської області. Населення становить 577 осіб.
Колишня назва — село Малий Холмець, село Гутка. Біля села проходить міжнародна автомобільна траса. В Глибокому міститься центральна садиба колгоспу «Світанок», який займається виноградарством і тваринництвом. Артіль мала 2269 га землі, 600 голів великої рогатої худоби, 1200 овець.
У Глибокому є початкова школа, клуб, бібліотека.

## Історія
На пагорбах, на північ від Глибокого, ліворуч від дороги Ужгород — Мукачеве виявлено поселення куштановицької культури. Там же, на самому пагорбі — поселення давніх слов'ян VII—VIII століть. На схилі Холмецької гори — мезолітичні місцезнаходження.
Село згадується в документі 1417 року. Тоді воно називалося Малим Холмцем, або Гуткою.
Назва села Глибоке чудово гармоніює з його головною туристичною принадою — рукотворними підземеллями. Проте так цей населений пункт, перша згадка про який датується 1447 роком, звався не завжди. Попередні назви: Гутка і Малий Холмець. Всі намагання розпитати літніх глибочанців про саме село й про штольні довкола, на жаль, закінчилися майже безуспішно.
Офіційна інформація про Глибоке доволі скупа. У селі сьогодні проживає близько 600 мешканців, багато з них — етнічні словаки. Місцеві жителі — переважно греко- й римо-католики. Тут можна побачити цікаві зразки сільської архітектури — від помпезних сучасних віл до ошатних старовинних будиночків із колонами й галереями. Залишилося багато колишніх єврейських споруд. За іронією долі, у приміщенні, зведеному на фундаменті колишньої синагоги (по-місцевому — жидівської бужні), нині мешкає місцевий католицький священик.
А от табличка з назвою на початку села залишилася ще з радянських часів і досі сповіщає, що ви в'їжджаєте в Глубокое. За 20 років дорожній знак так і не замінили.
Штольні Глибокого
Село Глибоке, що за 14 кілометрів від обласного центру,— одне з них. Ліси навколо поселення — справжній рай не тільки для завзятих грибників, а й для різноманітних сталкерів, шукачів пригод і спелеологів-початківців. Саме тут, серед густих заростей, численних ярів та балок вони відшуковують непримітні входи в старі закинуті штольні, у яких добували залізну руду.
Підземелля, вирубані в лісистих схилах на північ від Глибокого, сягають довжини від кількох десятків до трьох сотень метрів. За деякими даними — утворені пустоти унаслідок добування залізної руди для Анталовецького ливарного цеху в 30-х роках XX ст. Проте жоден зі старожилів села не зміг достеменно пригадати, коли тут розпочався видобуток корисних копалин. З вуст старих навіть лунали версії, що було це ще 150–200 років тому. Єдине, що впевнено розповідають місцеві бабусі: у часи війни в штольнях люди цілими сім'ями переховувалися під час активних бойових дій.
Сьогодні частина найбільших пустот унаслідок обвалів зникла назавжди, а інші утворили дивовижне поєднання природного печерного рельєфу й рукотворних лабіринтів. Стіни штолень мають специфічний червоно-рудий відтінок — унаслідок окислення заліза, яке міститься в породі. Прорубані вузькі ходи зазвичай закінчуються глухим кутом, але часом переходять у досить просторі зали з обваленими глибами й купою дрібного каміння. У штольнях Глибокого можна відчути всі принади справжніх печер: тут є ходи, у яких потрібно повзти на животі, є вертикальний кількаметровий колодязь, заплутані лабіринти, каскадні ніші і навіть струмки, що біжать дном печери.
Для дітвори Глибокого штольні неподалік села — справжній захопливий полігон для розваг та досліджень. «Ми вже були в трьох печерах, — каже місцевий 12-річний хлопчина.— Двох менших і одній великій. Але штолень насправді багато, вони в лісі заховані. Їх треба добре шукати»,— удаючи знавця, додає юний сталкер. Один зі старших місцевих мешканців запевняє, що йому відомо навіть про кількаповерхові залізорудні шахти в околицях, правда, за його твердженням, вони тепер заповнені водою. На вході одного з підземель стоять заіржавілі ґратовані дверцята. Щоправда, вони прочинені, й видно, що ними вже багато десятиліть ніхто не користувався. Для зручності кожній з штолень було дано свою назву, оскільки давні назви не відомо або їх взагалі не існувало.
1. Штольня «Стаціонар» — це коридор завдовжки 40 м, розділений на 2 частини, верхню та нижню, невеликим обвальним залом та вузьким субвертикальним лазом за ним. В кінці штольня сильно звужена, в обох частинах є слабкий водотік ґрунтових вод.
2. Штольня «Лабіринтова» має 2 входи; це лабіринт досить складної, як для штолень Глибокого, конфігурації, що замикається в кільце, загальною довжиною ходів біля 300 м, без очевидних водотоків.
3. Штольня «Затоплена». Вхід у цю штольню довгий час був засипаним, та його відкопано у 1988 р. Це довгий коридор з одним відгілком завдовжки 250 м по якому тече підземний струмок, місцями завглибшки понад 1 м.
У незатоплених штольнях Глибокого живуть традиційні мешканці всіх підземель — кажани (див. також пам'ятка природи «Лилики» і Залізорудна штольня XIV ст.). Для того, аби зробити перепис їхньої популяції, сюди час од часу навідуються ужгородські біологи. Окрім крилатих мишок, тут також можна зустріти саламандр, ящірок, жаб, слимаків і найрізноманітніших комах — метеликів, павуків, стоножок, жуків.
Цікаво, що штольні Глибокого — це така собі навчальна лабораторія й екзаменаційний майданчик для юних спелеологів. Саме тут вихованці спелеогуртка з Падіюну проходять свої перші практичні заняття з орієнтування й топозйомки (замальовування карти ходів печери). Проте досвідчені інструктори-спелеологи не радять людям без відповідних знань, спорядження й підготовки навідуватися до закинутих штолень. Імовірність травми, падіння каменя чи навіть нового обвалу не слід відкидати. Саме тому важливо бути обачним і знати спосіб дій у разі виникнення НП.

### Церква св. арх. Михайла, 1856 р.
У селі на пагорбі, віддалена від дороги, стоїть типова мурована церква з бароковим завершенням вежі. На стінах при вході зазначено, що церкву добудовували в 1922 р. й оновлювали в 1977 р. Значний ремонт зроблено також у 1932 р. Іконостас встановили в 1928 р. за священика о. Михайла Пензеля. Збереглися прізвища фундаторів ікон. «Тайну вечерю» фундував Михайло Голич з дружиною, «Св. Миколая» — Петро Баб'як з дружиною, «Св. Михаїла» — Михайло Лазарь. Образи Ісуса Христа та Богородиці намалював И. Пал у 1992 р. У селі є також римо-католицька церква, що належить місцевим словакам.
У 1893 р. в селі сталася трагічна подія: 20 вересня ужгородський бляхар Петро Древей впав із вежі церкви, яку вкривав бляхою, і через кілька днів помер. Мабуть цей сумний випадок став мандрівним сюжетом, що його переказують у селах Ужгородщини.
Глибоке є філією парафії св. Луки, євангеліста, у Середньому. Місцевий костел збудував 1871 року середнянський парох о. Андраш Будьіш, він же заснував у селі також школу. У 1960-х роках радянська влада закрила храм, а 1967 року облаштувала у ньому музей атеїзму. Храм було повернено вірним 1989 року.
Глибоке обслуговують середнянські францисканці (орден Братів Менших).

## Політика

### Парламентські вибори, 2019
На позачергових парламентських виборах 2019 року у селі функціонувала окрема виборча дільниця № 210585, розташована у приміщенні клубу.
Результати
- зареєстровано 448 виборців, явка 51,34%, найбільше голосів віддано за «Слугу народу» — 55,07%, за Всеукраїнське об'єднання «Батьківщина» — 13,66%, за «Опозиційний блок» — 8,37%.[1] В одномандатному окрузі найбільше голосів отримав Андрій Андріїв (самовисування) — 30,67%, за Олександра Пекаря (Слуга народу) — 21,33%, за Йосипа Борто (самовисування) — 9,78%[2].

## Населення
За переписом населення 2001 року в селі мешкало 577 осіб.

### Мова
Розподіл населення за рідною мовою за даними перепису 2001 року:
| Мова       | Відсоток |
| ---------- | -------- |
| українська | 93,59 %  |
| словацька  | 5,37 %   |
| російська  | 0,69 %   |
| угорська   | 0,35 %   |

## Відомі люди
- Бращайко Юлій Михайлович — міністр фінансів і комунікацій Карпатської України, організатор Хустської Народної Ради у 1919.

## Туристичні місця
- поселення куштановицької культури.
- поселення давніх слов'ян VII—VIII століть
- На схилі Холмецької гори — мезолітичні місцезнаходження.
-  старі закинуті штольні, у яких добували залізну руду
1. Штольня «Стаціонар» — це коридор завдовжки 40 м, розділений на 2 частини, верхню та нижню, невеликим обвальним залом та вузьким субвертикальним лазом за ним. В кінці штольня сильно звужена, в обох частинах є слабкий водотік ґрунтових вод.
2. Штольня «Лабіринтова» має 2 входи; це лабіринт досить складної, як для штолень Глибокого, конфігурації, що замикається в кільце, загальною довжиною ходів біля 300 м, без очевидних водотоків.
3. Штольня «Затоплена». Вхід у цю штольню довгий час був засипаним, та його відкопано у 1988 р. Це довгий коридор з одним відгілком завдовжки 250 м по якому тече підземний струмок, місцями завглибшки понад 1 м.
-  пам'ятка природи «Лилики» 
- Залізорудна штольня XIV ст.
- храм св. арх. Михайла, 1856 р. 